# Elizalde Type 30 C
Der Elizalde Type 30 C ist ein schwerer zweiachsiger Lastkraftwagen des spanischen Herstellers Elizalde, der in kleinen Stückzahlen gebaut wurde.

## Beschreibung
Der Elizalde 30 C ist 7600 mm lang und 2040 mm breit. Der Radstand beträgt 5050 mm. Der Motor und etliche Konstruktionsmerkmale basieren auf dem Grand-Tourismo-Pkw Type 30 von Elizalde.
Das Getriebe hat vier Gänge. Mit einer zuschaltbaren Untersetzung stehen vier weitere Abstufungen als Kriechgänge für Gelände oder Bergsituationen zur Verfügung. In der Normalvariante ohne Vorgelege waren im höchsten Gang 40 km/h erreichbar. Der Motor ist unter der Fronthaube eingebaut; die Antriebskraft wird über eine Kardanwelle zur Hinterachse geleitet. Hinten hat der Wagen Zwillingsräder mit der damals größten verfügbaren Reifengröße. Die Reifen von Michelin hatten einen Durchmesser von 1085 mm bei einer Breite von 180 mm. Die Bremstrommeln an Vorder- und Hinterachse haben einen Durchmesser von 520 mm. Der Verkaufspreis lag bei 38.000 Peseten in Spanien.